# Wacken, Steinburg
Wacken là một đô thị gần thành phố Itzehoe trong bang Schleswig-Holstein, Đức. Đô thị này có diện tích 7,1 km², dân số thời điểm 31 tháng 12 năm 2007 là 1850 người. Wacken được nêu trong tài liệu lần đầu vào năm 1148. Ngày nay, Wacken nổi tiếng với lễ hội nhạc heavy metal hàng năm, "Wacken Open Air".